# 엑토르 소코로
엑토르 소코로 바렐라(스페인어: Héctor Socorro Varela, 1912년 6월 26일~1980년)는 쿠바의 전직 축구 선수로 선수 시절 포지션은 공격수였다.

## 클럽 경력
1912년 6월 26일 출생으로 1933년부터 1937년까지 이베리아 라 아바나에서 활동하며 1934년 리그 우승을 맛보았고 이후 1940년부터 1941년까지 푸엔테스 그란데스에서 활동했다.

## 국가대표팀 경력
쿠바 축구 국가대표팀 소속으로 1938년 FIFA 월드컵에 참가하여 루마니아를 상대로만 3골(1라운드 2골, 재경기 1골)을 기록하며 팀의 8강 진출을 이끌었고 이로 인해 현재까지 FIFA 월드컵에 출전한 쿠바 선수들 가운데 최다 득점 선수로 등재되어 있으며 월드컵 3경기를 비롯해 A매치 9경기에서 5골을 기록했다.

## 주요 기록

### 국가대표팀
쿠바
- FIFA 월드컵 : 8강 (1938)